# Euclystis angularis
Euclystis angularis är en fjärilsart som beskrevs av Heinrich Benno Möschler 1886. Euclystis angularis ingår i släktet Euclystis och familjen nattflyn. Inga underarter finns listade i Catalogue of Life.